# 서귀진지
서귀진지(西歸鎭址)는 대한민국 제주특별자치도 서귀포시 서귀동에 있는 조선시대의 방어유적이다. 2000년 11월 1일 제주특별자치도의 기념물 제55호로 지정되었다.

## 개요
서귀진은 탐라십경(耽羅十景)의 하나로서, 조선시대 제주의 대표적인 방어유적으로 3성(三城) 9진(九鎭)에 속하며 정의현 관할이었다.
서귀진에 대한 최초의 기록은 『세종대왕실록』(1439. 2. 4) '서귀방호소에는 성곽이 없다고 하여 성을 쌓도록 요청하니, 허락하였다'는 기록으로 보아 최초 축성은 1439년대로 판단된다. 『신증동국여지승람』(1530년)에는 서귀성은 석축으로 주위가 161척(48m), 높이 5척(1.5m)이라 기록하고 있다.
서귀진은 본래 홍로천에 있었으나 조선 선조 23년(1590) 이옥(李沃) 목사가 현재 위치로 옮겨 축성했다. 규모는 주위 251m, 높이 3.6m에 이르는 진성이었다 한다. 1920년대 한일합방 시기까지에는 기와 건물 3동과 성담이 남아 있어, 당시에는 일본군의 관청으로 사용되다가 제주도 4 ·3사건이 발생하자 이곳의 성담을 헐어 마을을 방어하는 축성용으로 사용하였고, 이후에는 주거용 건축 용도와 ‘밧담’으로 무분별하게 훼손되어, 지금에는 당시의 성담이었던 담들이 ‘우잣담’과 ‘성굽담’으로 일부 남아 있다. 이러한 서귀진의 자세한 자료는 1695년 제주목사 이익태의 탐라십경 중 하나로 서귀소(西歸所)라는 그림에 당시의 서귀진 규모가 자세하게 묘사되어 있다.
서귀진은 조선시대 제주의 방어유적인 3성 9진의 하나로 역사적·문화적 가치가 크다.

## 참고 자료
- 서귀진지 - 국가유산청 국가유산포털